# Giuseppe Simonelli

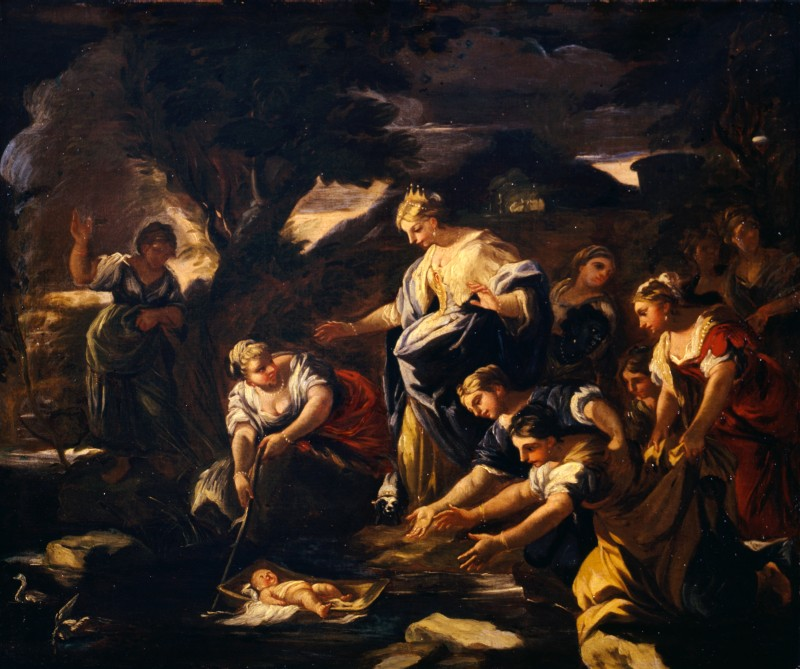
Moïse sauvé des eaux (1675-1680), Fondation Cariplo.

Giuseppe Simonelli, né en 1650 à Naples et mort en 1710 ou 1713 à Naples, est un peintre du baroque italien tardif qui fut actif dans le royaume de Naples.

## Biographie
Simonelli est un des représentants les plus importants de l'école napolitaine de Luca Giordano et il mit plusieurs fois les derniers coups de pinceau aux toiles de grandes dimensions de son maître, réputé pour sa vélocité. Lorsque Giordano s'installa en Espagne en 1692, il demanda encore à son disciple de terminer ses toiles qui étaient en cours de commande. Cependant ceci nuisit à la réputation de Simonelli que les critiques d'avant la fin du XIXe siècle jugeait plutôt comme un copiste habile.
Cependant il affirma par la suite son propre style et reçut un grand nombre de commandes pour les églises parthénopéennes.
Une de ses premières œuvres est une toile intitulée Les Saints martyrs, pour l'église du collège des jésuites de Trapani, datée de 1690. Son tableau représentant Saint Nicolas de Tolentino est daté de 1691 pour l'église Santa Maria della Speranza. Il est l'auteur d'une Sainte Cécile pour l'église Santa Maria di Montesanto, d'une Extase de saint Nicolas pour l'église San Nicola dei Caserti, d'une Notre-Dame du Rosaire (1702) pour l'église San Giovanni Battista delle Monache. Il travailla continuellement jusqu'à ses derniers jours et la liste de ses œuvres est longue. Sa série de vingt-huit tableaux pour l'église de l'Annunziata d'Aversa compte parmi ses plus célèbres. Elle date de 1702-1703 avec la collaboration de son frère Gennaro.
Il meurt à Naples en 1710 ou 1713. Parmi ses élèves, figurent Gian Leonardo Pino, son frère Gennaro et son fils Matteo.

## Quelques œuvres
- Naples
  - Église Santa Brigida, fresques de Luca Giordano terminées par Simonelli après 1703.
  - Église Santa Maria di Montesanto, Sainte Cécile
  - Église Sant'Anna dei Lombardi, fresques
  - Église Santa Maria Donnaromita, fresque de la coupole de Luca Giordano le Passage de la mer Rouge terminée par Simonelli et fresques de la tribune.
  - Église San Gregorio Armeno, Moïse faisant surgir l'eau de la roche, La Chute de la manne
  - Église des Oratoriens, fresques
  - Basilique Santa Restituta, Arrivée à Ischia du corps de sainte Restitude
  - Église Santa Caterina a Formiello, Scènes de la vie de saint Jacques
- Bénévent
  - Basilique San Bartolomeo, Les saints protecteurs
- Torre del Greco
  - Église de l'Immacolata Concezione, Crucifixion et médaillons avec Sainte Anne, Saint Philippe Néri, Saint Janvier, Saint Michel Archange et Sainte Thérèse
- Sulmona
  - Église de l'Annunziata, La Nativité de la Vierge, La Visitation
  - Musée civique, toiles
- Lecce
  - Église San Giacomo, Saint Pascal Baylon
- Teverola
  - Église San Giovanni Evangelista in Taverola, L'Apothéose de saint Jean l'Évangéliste
- Aliano
  - Église San Luigi, L'Assomption de la Bienheureuse Vierge Marie
- Cirigliano
  - Chapelle de l'Addolorata, Vierge à l'Enfant avec saint Philippe Néri, Saint Michel
- Marsico Nuovo
  - Cathédrale, Sainte Lucie, Sainte Barbe
- Rotonda
  - Église Santa Maria della Consolazione, Notre-Dame du Mont-Carmel avec sainte Catherine et la Madeleine, L'Assomption
- Brienza
  - Église San Zaccaria, La Circoncision
- Forio d'Ischia
  - Église San Francesco di Paola, La Vierge donnant la règle à saint François
- Avellino
  - Cathédrale d'Avellino, La Prédication de saint Gaétan de Thiène et Saint Modestin, saint Flavien et saint Florentin (cette toile est entièrement détruite par le tremblement de terre de 1980).